# Lærerlockouten 2013
Lærerlockouten 2013 var en 25 dage lang landsdækkende konflikt i april 2013, udløst af de offentlige arbejdsgiveres lockout af cirka 67.000 overenskomstansatte lærere på en række forskellige skoletyper i Danmark. De cirka 50.000 af lærerne arbejdede i Folkeskolen, mens resten for eksempel arbejdede på ungdomsskoler, produktionsskoler, sprogskoler samt AMU- og voksenundervisningscentre (VUC).
Lockouten, som var forårsaget af sammenbruddet i overenskomstforhandlingerne mellem Lærernes Centralorganisation og KL, begyndte den 1. april 2013, og medførte, at cirka 557.000 folkeskoleelever fik stærkt begrænset undervisning i perioden, da der kun var de tjenestemandsansatte lærere til at undervise, suppleret af de forholdsvis få lærere, der ikke var medlemmer af fagforeningerne under Lærernes Centralorganisation. Parallelt hermed blev ca. 220.000 elever og kursister berørt af Finansministeriets lockout af lærerne på produktionsskoler m.v.
Lockouten sluttede efter 25 dage, fredag den 26. april 2013, da et flertal i Folketinget bestående af samtlige partier bortset fra Enhedslisten og Liberal Alliance vedtog et lovindgreb, baseret på et udspil regeringen havde fremlagt dagen før.

## Baggrund
I forbindelse med overenskomsten i 2008 indgik KL og LC en ny central arbejdstidsaftale for lærere m.fl. i folkeskolen, der forpligtede de enkelte kommuner og de lokale kredse af Danmarks Lærerforening til at forhandle om at udmønte aftalen lokalt, men med mulighed for separate aftaler. Aftalen, der trådte i kraft 1. august 2009, var implementeret i 71 af Danmarks 98 kommuner i 2010, mens yderligere 11 kommuner fulgte hovedprincipperne i den.  Et hovedpunkt i aftalen var, at lærerne havde en norm for tiden til at forberede undervisningen og en maksimal ugentlig undervisningsforpligtelse på 25 lektioner.  
En foreløbig evaluering af projektet gav følgende hovedresultater: 
- Planlægningen af skoleåret for skolen som helhed og for de enkelte lærere er blevet lettere
- Øget fokus på kerneopgaven (den samlede undervisningsopgave) frem for administration
- Skolelederne er optagede af at udvikle kommunikationsformer, der udvikler dialogen med lærerne om mål, retning, prioritering og resultater. [1]

Skolens rejsehold, der som hovedopgave havde at undersøge behovene for reformer af folkeskoleloven, konkluderede i 2010, at lærerne i gennemsnit underviste knap 40 % af deres samlede arbejdstid, ligesom rejseholdets undersøgelser viste, at der var store forskelle i arbejdstidsaftalens udmøntning i de forskellige kommuner. Lærerne brugte de øvrige 60 % af tiden på forberedelse, møder, teamsamarbejde, pauser, efteruddannelse, skole-hjemsamarbejde, skolebibliotek og mødeaktiviteter.  På denne baggrund foretog KL under overskriften Effektiv anvendelse af lærernes arbejdstid parallelle undersøgelser i 2011 og 2012 af over 14000 læreres arbejdstid, som bekræftede rejseholdets analyse. 
Med dette udgangspunkt udarbejdede foreningen i september 2012 en pjece, som generelt stillede spørgsmålstegn ved de kommunalt ansattes arbejdstidsnormer, og specifikt udpegede lærernes arbejdstidsnormer som ufleksible.  Principperne i pjecen afspejlede sig i de krav, som KL forelagde LC den 6. december 2012, hvor hovedkravet var en afskaffelse af både de centralt fastsatte normer for lærernes arbejdstid og den såkaldte aldersreduktion.  Aldersreduktion var en ret for lærere over 60 år til at gå ned i tid, svarende til 4 ugers arbejde uden lønreduktion.  KL varslede den 28. februar 2013 lockout af 50.000 folkeskolelærere, begrundet i, at man ikke kunne opnå en aftale med DLF. Forhandlingerne fortsatte i forligsinstitutionen, men 22. marts måtte forligsmand Mette Christensen konstatere, at det ikke var muligt at opnå et forlig.

## Forløb
Konfliktens første tre uger forløb, uden at der var møder mellem parterne, som blot optrådte sammen ved interviews i medierne.  Danmarks Lærerforening arrangerede en række demonstrationer, der allerede startede den 20. marts med arrangementer i en række større danske byer, bl.a. foran Christiansborg, hvor en række af dansk pop- og rock-musiks kendte navne optrådte for de demonstrerende Aktionerne fortsatte under selve konflikten, blandt andet med en menneskekæde fra Roskilde til København den 9. april. KL søgte offentlighedens opbakning til foreningens synspunkter bl.a. gennem en stor annoncekampagne med hovedtemaet: "Lærerne vil ikke acceptere skoleledernes ret til at lede og fordele arbejdet." 
Foreningen Skole og Forældre, der allerede den 11. april havde udtalt ønske om en hurtig afslutning på lockouten, om nødvendig gennem et regeringsindgreb, afholdt 24. april 2013 et møde med KL's chefforhandler Michael Ziegler og Anders Bondo Christensen, hvor foreningen fremlagde sine synspunkter. Mødet førte ikke til genoptagelse af forhandlingerne.

### Lovindgrebet
Meningsmålingerne viste i begyndelsen af konflikten, at et flertal af vælgerne var imod et regeringsindgreb over for konflikten; efter 2 ugers konflikt vendte stemningen imidlertid, således at der nu var et flertal for et regeringsindgreb. Den 16. april afviste regeringen, at der var planer om et regeringsindgreb. På et pressemøde udtalte Statsminister Helle Thorning-Schmidt:
"Jeg ser det, som sker nu, som fuldt og helt i overensstemmelse med den danske model. Meningen med lockout og strejke er, at man lægger pres på hinanden for at finde en forhandlingsløsning". 
Statsministeren gentog tilkendegivelsen af, at der ikke var et regeringsindgreb i vente på et pressemøde i statsministeriet den 23. april 2013. Den 25. april indkaldte hun til pressemøde kl. 10.00, hvor hun redegjorde for et forslag fra regeringen om et lovindgreb i konflikten. Forslaget til lovteksten blev forelagt af beskæftigelsesministeren og offentliggjort samme eftermiddag på Folketingets hjemmeside.  Folketinget blev hasteindkaldt til at behandle forslaget i bededagsferien, for at sikre, at undervisningen kan genoptages mandag den 29. april. På forhånd havde regeringen sikret sig støtte til lovindgrebet fra Venstre og de konservative.
Ved Folketingets behandling af forslaget den 25. april var 42 ændringsforslag til afstemning, inden forslaget blev vedtaget som lov uden ændringer med 96 stemmer for og 13 imod, idet 70 medlemmer af tinget ikke deltog i afstemningen. Loven afskaffer de centrale bestemmelser for lærernes arbejdstid og ophæver lærernes ret til aldersreduktion, begge dele med virkning fra august 2014. Som kompensation får lærerne en pulje på 1 milliard kr. til efteruddannelsesformål og en lønstigning på mellem 3300 og 4200 kr. årligt.

## Konsekvenser
Som en direkte konsekvens af lockouten udsatte Christine Antorini de skriftlige prøver for 9. og 10. klasse fra perioden 2.-16. maj til perioden 13.-23. maj 2013.
Meningsmålinger efter lockouten viste, at de tre daværende regeringspartier (Socialdemokratiet, De Radikale, og SF) gik markant tilbage blandt lærerne under konflikten. 

### Forenede Demokrater
Som en indirekte konsekvens af lockouten opstod der et nyt parti. I april 2013 tog en gruppe lærere initiativ til at starte Forenede Demokrater (FD), der er et dansk centrum-venstre parti . I første omgang blev der oprettet en facebookgruppe, der pr. 1. juni 2013 havde 1.900 medlemmer .
Den 29. maj 2013 godkendte Valgnævnet under Økonomi- og Indenrigsministeriet, at partiet indsamler vælgererklæringer med henblik på at blive opstillingsberettiget til Folketinget. Partiets første generalforsamling fandt sted i Odense den 9. juni 2013 . Forenede Demokrater opstillede i en række kommuner ved Kommunalvalget i november 2013, men det lykkedes ikke partiet at blive repræsenteret.

## Vurderinger
Allerede før lockouten trådte i kraft blev forhandlingerne betegnet som et angreb på den danske model. Flere eksperter og kommentatorer, bl.a. forskeren Henning Jørgensen og politisk kommentator Hans Engell har vurderet, at forløbet var "aftalt spil" mellem regeringen og KL. Dette er imidlertid blevet afvist af repræsentanter for regeringen, bl.a. af statsministeren på et pressemøde i statsministeriet den 25. april. Hun tilføjede, at det "ikke er usædvanligt, at arbejdsgivere sammen koordinerer deres krav til en overenskomst. Det har vi selvfølgelig også gjort her." 
Analyser af konflikten har peget på, at en arbejdsgruppe bestående af embedsmænd fra Finansministeriet, KL og Ministeriet for Børn og Undervisning i perioden omkring forhandlingernes start udarbejdede et dokument, der bl.a. omhandler lærernes arbejdstid.    Danmarks Lærerforening har krævet aktindsigt, men kun fået adgang til dele af dokumentet. Finansministeriet har afvist, at dokumenterne indgik i forberedelsen af overenskomstforhandlingerne, men Anders Bondo Christensen har betvivlet denne afvisning.  Ombudsmanden Jørgen Steen Sørensen har behandlet sagen med henblik på at afklare, om dokumentet er blevet benyttet i forberedelsen af overenskomstforhandlingerne. Ombudsmandens undersøgelse resulterede i en afvisning af DLF's krav, men samtidig tilkendegav han, at selv om proceduren ikke anses for ulovlig, er det "naturligvis under alle omstændigheder meget uheldigt, hvis den fører til fremgangsmåder (”krumspring”), der må anses for uhensigtsmæssige – f.eks. ved at der ikke gøres tilstrækkelig praktisk brug af relevante dokumenter." 
I regeringens forslag til vækstplan, som den  24. april 2013 blev vedtaget af alle partier i Folketinget, bortset fra Enhedslisten og for anden dels vedkommende Dansk Folkeparti,  var en væsentlig begrundelse, at: 
"Det er vigtigt, at arbejdstidsregler, ansættelsesformer og lønsystemer understøtter en fleksibel anvendelse af ressourcerne og en løbende forbedring af produktiviteten." 
Dermed udpegede forslaget de offentlig ansattes produktivitet som et væsentligt indsatsområde. Professorerne Flemming Ibsen og Bent Greve understregede i tråd hermed, at lærerlockouten var et eksempel på konsekvenserne af de stramme budgetter i den offentlige sektor, som fører til stadig øgede politiske krav til effektivisering af arbejdets tilrettelæggelse.  Formanden for FOA, Dennis Kristensen udtrykte bekymring for, at lockouten var et led i de offentlige arbejdsgiveres forsøg på at gøre de offentligt ansatte til "andenrangslønmodtagere" uden samme rettigheder som ansatte i den private sektor. 